# Erzbistum Sevilla
Das Erzbistum Sevilla (lat.: Archidioecesis Hispalensis, span.: Archidiócesis de Sevilla) ist eine in Spanien gelegene römisch-katholische Erzdiözese mit Sitz in Sevilla.

## Geschichte
Das Bistum wurde im 3. Jahrhundert errichtet. Im 4. Jahrhundert wurde das Bistum Sevilla zum Erzbistum erhoben.
Im 7. Jahrhundert waren der Heilige Leander von Sevilla und der Heilige Isidor von Sevilla Erzbischöfe von Sevilla. Leander von Sevilla unterstützte den westgotischen König Rekkared I. sowie seinen Sohn Hermenegild bei ihrer Konversion zum Katholizismus und so trug Leander von Sevilla auch maßgeblich zur Bekehrung der Westgoten bei. Zudem leitete Leander von Sevilla im Jahre 589 das 3. Konzil von Toledo. Isidor von Sevilla, der später zum Kirchenlehrer erhoben wurde, führte im Jahre 633 den Vorsitz über das 4. Konzil von Toledo.

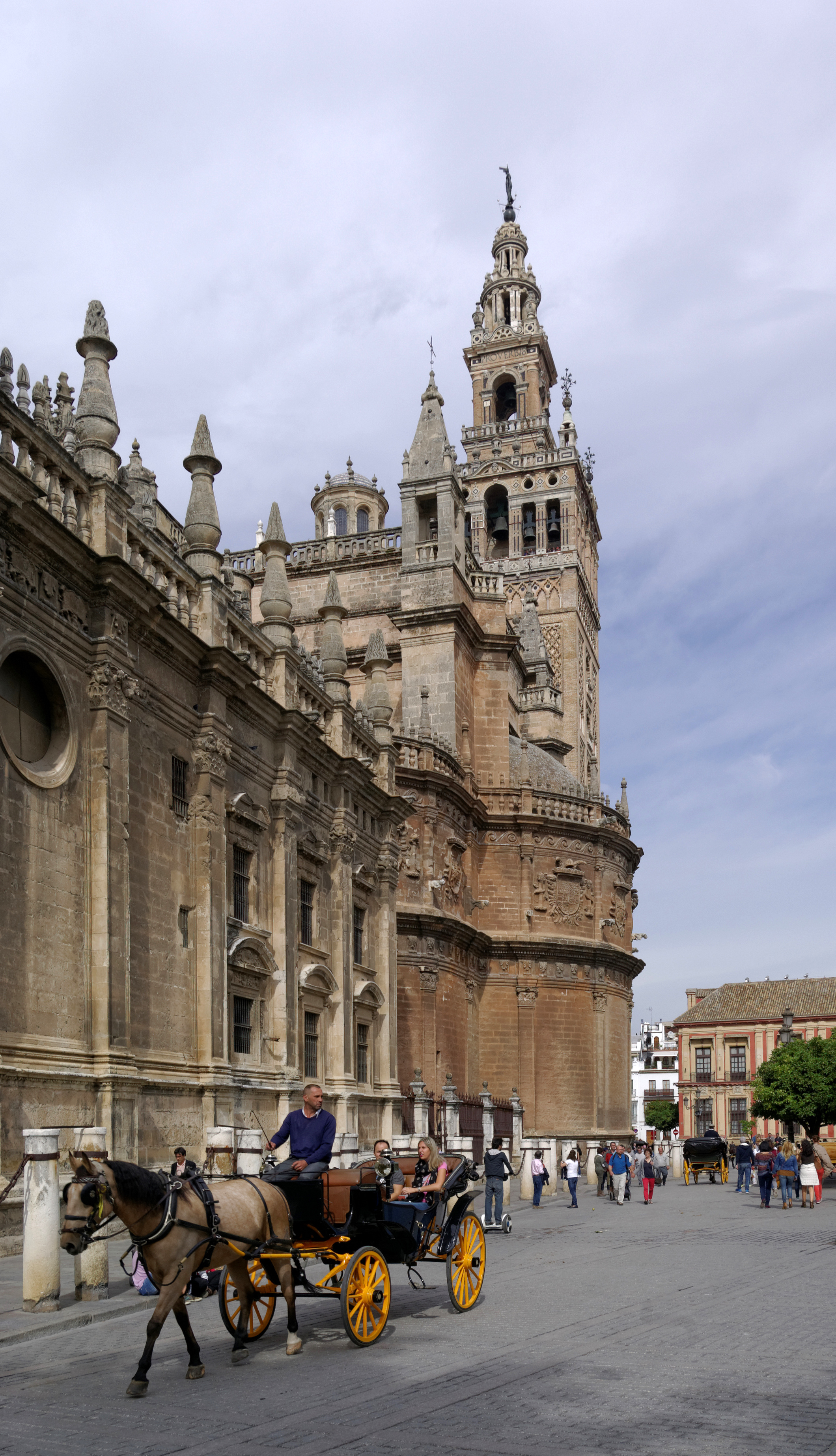
Kathedrale von Sevilla

Infolge der Islamischen Expansion ging das Erzbistum Sevilla unter. Von Mitte des 12. Jahrhunderts bis Mitte des 13. Jahrhunderts konnten aufgrund der arabischen Vorherrschaft keine Bischöfe für Sevilla ernannt werden. Erst 1251 konnte das Erzbistum Sevilla infolge der Reconquista erneut errichtet werden. Die Moscheen wurden zu Kirchen umgewandelt. Aber die Kirchen Santa María la Blanca, Santa Cruz und San Bartolomé wurden als Synagogen an die jüdische Gemeinde übergeben. Die heutige Kathedrale entstand auf der Grundlage der großen Moschee, die im Jahre 1171 durch den dritten Kalifen der Almohaden, Abu Yaqub Yusuf I., umgebaut wurde. Der berühmte Glockenturm der Giralda ist das Werk von Almansor.
Die in Lateinamerika seit 1511 neu errichteten Bistümer Santo Domingo, Mexiko-Stadt und Lima wurden dem Erzbistum Sevilla als Suffraganbistümer unterstellt. Diese Zuständigkeit für die lateinamerikanischen Bistümer endete am 12. Februar 1546, als die Bistümer Santo Domingo, Mexiko-Stadt und Lima durch Papst Paul III. zu Erzbistümern erhoben wurden.
Am 22. Oktober 1953 gab das Erzbistum Sevilla Teile seines Territoriums zur Gründung des Bistums Huelva ab. Das Erzbistum Sevilla trat am 3. März 1980 Teile seines Gebietes zur Errichtung des Bistums Jerez de la Frontera ab.
Seit 1803 wurden alle Erzbischöfe von Sevilla zu Kardinälen kreiert, sodass Sevilla als traditionell mit der Kardinalswürde verbundener Bischofssitz gilt.
Das Territorium des Erzbistums Sevilla umfasst die Provinz Sevilla.